# 沉默藍牆
沉默藍牆，也被稱為「藍色守則」和「藍色盾牌」，是指美國警察之間的一種非正式沉默守則，這個守則禁止警察報告同事的錯誤、違法行為或犯罪，特別是涉及警察暴行的情況。如果在調查中被問及有關其他警察的涉嫌違法行為（例如在官方調查過程中），遵守此守則的警察會通過裝作不知情來作偽證，掩蓋同事的不當行為。

## 警察腐敗
這種守則是一種警察腐敗和不當行為的例子。參與歧視性逮捕、身體或言語騷擾、選擇性執法等行為的警察被認為是腐敗的，而遵守此守則的警察在其職業生涯中可能會為了個人利益或為了保護或支持同事而參與其中的某些行為。所有這些行為都被視為違法，並且是停職或立即解僱的理由。遵守此守則的警察因受制於其「警察家庭」的不成文規定，無法報告同事的腐敗行為。
警察作偽證或「測試謊言」（在美國警察俚語中）是指警察在法庭上作假證。那些不在法庭上作偽證的警察有時會受到同事的威脅和排擠。1992年，調查警察腐敗的莫倫委員會進行了為期兩年的調查，發現一些警察會篡改文件，如逮捕報告、搜查令和證據，以掩蓋非法逮捕或搜查行為。一些警察在陪審團前作證時還會編造故事。委員會發現，這些警察並非因貪婪而撒謊，而是因為他們認為自己正在監禁應該被關押的人。許多檢察官也默許警察作偽證。

## 法律
許多警察部門有自己的正式行為守則。他們會訓練新進警察，並在收到市民或涉嫌犯罪者的投訴時進行調查。某些州也制定了法律以保護市民和犯罪嫌疑人免受腐敗警察的侵害。如果警察被判有罪，受害者可以因警察暴行、錯誤逮捕、惡意起訴和不當死亡等原因提起訴訟。聯邦法律強烈禁止警察的不當行為，包括作偽證或不報告其他警察的腐敗行為。如果警察違反了任何聯邦法律，只有聯邦政府可以提起訴訟。警察部門只負責防止警察之間的腐敗行為。如果警察被判有罪，他們可能會被處以高額罰款或監禁。要被判有罪，原告必須證明警察遵循了「守則」或參與了疏忽和非法行為。由於警察受到豁免權的保護，即法律通常對普通市民施加的處罰和負擔對他們不適用，因此很難判定警察遵循了「守則」或參與了其他形式的腐敗行為。
美國最高法院一直堅持給予警察懷疑的利益，認為他們在履行職責時行為合法，這一立場在《索西爾訴卡茨案》（Saucier v. Katz, 533 U.S. 194, 2001年）中得到了重申。

## 案例
1970年，紐約市成立了克納普委員會（Knapp Commission）來舉行聽證會，調查該市警察部門的腐敗情況。警察弗蘭克·瑟皮科（Frank Serpico）的震撼證詞揭露了系統性的腐敗，並強調了一個長期以來阻礙調查這些濫用行為的障礙：警察之間的兄弟會理解，稱為「沉默守則」（Code of Silence）和「藍色幕簾」（Blue Curtain），在這種情況下，警察認為對同事作證是背叛行為。
1991年，克里斯托弗委員會（Christopher Commission）在洛杉磯成立，以回應當年3月由四名洛杉磯警察局警察對罗德尼·金的毆打事件。1992年，莫倫委員會（Mollen Commission）成立，調查紐約市警察腐敗的報告，並指出「沉默守則的普遍性本身就是令人擔憂的。」一位紐約市警察表示：「如果一個警察決定舉報我，他的職業生涯就毀了……他會被標籤為告密者。」
隨後成立的平民投訴審查委員會（Civilian Complaint Review Board）是一個全由平民組成的委員會，負責調查對紐約市警察局涉嫌不當行為的民眾投訴。
此後，國際警察首長總會制定了警察行為守則出版物，並對警察進行嚴格的培訓。1991年，罗德尼·金被多名洛杉矶警察局警察殘酷毆打。涉事警察被認為是遵循了「藍色守則」。他們聲稱毆打是合法的，但直到事件的錄像帶被公開後，才確認這些警察集體編造了他們的說辭。
在1990年代後期，联邦调查局於1998年逮捕了五個執法機構的42名警察，指控他們共謀分發可卡因。1998年，美國政府問責署向美國眾議員查尔斯·兰格尔提交了一份報告，發現警察參與毒品銷售、從毒販手中偷取毒品和錢財，以及關於非法搜查的偽證行為日益增多的證據。

## 歷史
這種守則和警察腐敗可以追溯到十九世紀中後期。平克頓偵探事務所以使用警察來暴力結束罷工而聞名。許多三K黨的成員也是警察，他們在進行種族主義行為時相互保護。這最終促成了1964年民權法案的通過，該法案為長期受到歧視性警察執法的受害者提供了新的保護。
此外，這個時期的一系列具有里程碑意義的最高法院裁決，加強了個人隱私權以及對警察權力的限制：一些具有重大影響的案件強化了第四修正案反對不合理搜查和扣押的權利，禁止在審判中使用由違憲警察行為污染的證據規則，以及要求警察告知被拘留嫌疑人其憲法權利的所謂米兰达警告。
這些措施導致了對以下行為的刑事處罰：
1. 沒有必要的文書來進行搜查
2. 涉及篡改文件或作偽證。

對於有壓倒性證據證明警察犯有違法行為的情況，存在一種被視為獎勵或免除指控的双重标准。這種雙重標準進一步得到警察指揮部門的支持，他們在策略上延遲處理以減少公眾媒體的關注，從而對違法行為僅僅給予「輕微處罰」。

## 警察文化
警察文化有時被稱為「警察圈子文化」，形成了一道阻止制止腐敗警察的屏障。警察文化包括一套通過警察經驗演變而來的價值觀和規則，並且受到他們工作環境的影響。從他們在警察學院開始職業生涯時，警察就被帶入了這種「警察文化」。
在學習工作和職責的同時，學員們還會學習到在其組織中晉升所需的價值觀。用來描述這些價值觀的詞語包括：使命感、行動、玩世不恭、悲觀主義、大男子主義、懷疑、保守主義、孤立和團結。警察所面臨的獨特要求，如危險的威脅以及公眾的審查，產生了一個緊密結合的環境，有利於忠誠感的發展。
這些價值觀被認為會導致沉默守則；孤立和團結導致警察只與自己人待在一起，產生了一種我們對抗他們的心態。這種我們對抗他們的心態可能會導致警察相互支持，保持對彼此的忠誠；在某些情況下，這會導致警察不「揭發」同事的不當行為。

## 吹哨行為
吹哨行為（指警察報告其他警察的不當行為）並不常見。少數警察會挺身而出，這可能是因為他們認為有些事情發生在緊張時刻，是一些警察希望保留為個人的事情。另一個原因是，挑戰這種藍色守則意味著挑戰機構內部長期存在的傳統和兄弟情誼。對後果的恐懼也可能起了很大的作用。這些後果包括被孤立、失去朋友和支援，甚至受到身體威脅或被揭露自身的不當行為。
同時，也有一些力量在對抗這種守則，並促進吹哨行為。許多警察加入警隊是因為他們希望維護法律，而藍色守則與這一理想相違背。一些警察出於較不高尚的動機，如報復同事的不當對待、尋求行政認可或表現對部門的忠誠而揭發同事的不當行為。此外，一些警察會被其管理層招募來提供情報。如果某警察的工作描述中包含發現其他警察的不當行為，他們更有可能違背藍色守則。有些警察還會為了避免被解僱或獲得免於起訴的交易而違背守則。一些警察也會為了向媒體出售故事而打破這一守則。

## 犯罪層級
警察更有可能掩蓋同事的某些類型的犯罪行為。一項研究顯示，過度使用武力是最常被藍色守則掩蓋的犯罪行為。有兩項研究表明，一些警察認為藍色守則適用於「非法暴力或為了保護同事免受刑事訴訟而扭曲規則」，但不適用於那些出於「貪婪動機」的非法行為。
像洛城警局兰帕特分局丑闻和其他許多警察腐敗案件表明，藍色守則文化可以延伸到掩蓋其他層級的犯罪行為，不論是否出於貪婪動機。藍色守則被稱為「美國最成功的反告密運動」，指的是警察掩蓋同事的不當行為，以及吹哨者受到騷擾、專業制裁或被迫退休的情況。

## 揭露守則
揭露遵守藍色守則的行為是減少其影響的方法之一。許多州在警察學院中採取措施，促進藍色守則的曝光。在大多數城市，申請進入警察學院前必須通過犯罪背景調查。通過額外的背景調查、測謊測試和心理評估，某些部門能夠更好地選擇那些不太可能容忍不當行為的個人。在這些部門中，警察接受基本的倫理行為培訓；這種指導在某些情況下每年通過研討會和課程進行強化。
美國已經發起了幾次反對藍色守則或使其更公開的運動。紐約市的克納普委員會（Knapp Commission）是其中最早的運動之一，該委員會於1970年由市長約翰·V·林賽（John V. Lindsay）成立，旨在調查警察腐敗。克納普委員會成立20多年後，1992年紐約市市長戴維·丁金斯成立了莫倫委員會（Mollen Commission），調查纽约市警察局的腐敗情況，並提出改進這些程序的建議。這些和其他調查揭示了纽约市警察局內部運作的細節。

## 美劇的刻畫
在美劇《芝加哥警署》中，“沉默藍牆”是多個劇情的核心元素之一。該劇探討了警察在面對內部腐敗時的複雜關係，以及在這種文化下的運作方式。劇中的角色，如指揮官漢克·沃伊特（Hank Voight）和其他警員，時常面臨上級或同事在執法過程中違反規範的情況。“沉默藍牆”被描繪為警員之間的一種默契，即使面對同僚的不當行為，也可能選擇保持沉默。
在其中一集名為“This Job”的劇情中，角色托雷斯（Torres）因為同事博科夫斯基（Borkowski）的非法行為而面臨是否揭露的困境，這直接呈現了“Blue Wall of Silence”的核心概念。編劇透過這些情節展示了警察在面對內部挑戰時的複雜處境，同時也揭示了警察文化中的結構性問題。托雷斯在這樣一個充滿緊張氛圍的環境中如何適應和定位，成為劇情中的重要看點。

## 當今社會
“沉默藍牆”在當代美國的警察系統中依然存在且備受關注，尤其在近期的幾起引發廣泛討論的事件中更加突出。根據《纽约时报》的一篇評論文章，這種文化在美國各地，包括芝加哥等城市，逐漸面臨挑戰，特別是在德里克·肖萬（Derek Chauvin）案的審判中，部分警察選擇打破沉默，作證揭露同事的不當行為，這被認為是“藍牆”開始出現裂縫的標誌。
《今日美國》則透過調查報導指出，儘管部分警察選擇打破沉默，舉報同事的不當行為，但這些舉報者往往面臨來自同事及系統內部的強烈報復和職業風險。報導中提到，這種沉默的文化使得一些警察即使目睹不當行為，也選擇不揭露，這不僅影響到警察系統的透明度，也對司法公正構成挑戰。
《Criminal Legal News》同樣指出，許多在警察部門內部舉報不當行為的員警，會面臨嚴重的報復和職業上的不利影響。這篇報導強調，“沉默藍牆”使得揭露警察腐敗和濫權行為變得更加困難，進一步鞏固了警察系統內部的封閉性和對外部監督的抵制。這些現象反映了美國警察系統內部改革和透明化進程中面臨的困難。